# تندیس‌های فردوسی
تندیس‌های گوناگون و بسیاری از حکیم ابوالقاسم فردوسی در سراسر جهان به‌ ویژه در شهر توس (مشهد امروزی) ساخته شده‌ است. این مقاله به معرفی تندیس‌های فردوسی ساخته شده به وسیلهٔ هنرمندان تندیس‌ساز و پیکرتراش در ایران و جهان می‌پردازد.

## بزرگ‌ترین سردیس فردوسی در دانشگاه فردوسی مشهد
بزرگ‌ترین سردیس فردوسی در ایران، با ارتفاع حدود هشت و نیم متر در زمستان ۱۴۰۰ در میدان علوم دانشگاه فردوسی مشهد رونمایی شد. طراحی این سردیس تحت تأثیر پنج ایده محوری انتشار اندیشه فردوسی، اشاره به ماندگاری، ایجاد ریتم در تندیس، اعتنا به بیتی مشهور از وی و آشنایی‌زدایی از اثر هنری طراحی بوده‌ است. این پنج ایده اصلی شامل انتشار اندیشه فردوسی، اشاره به ماندگاری و پابرجایی ابیات فردوسی پس از گذر قرن‌ها و سده‌ها، ایجاد ریتم در تندیس، اعتنا به بیت مشهور «بسی رنج بردم در این سال سی / عجم زنده کردم بدین پارسی» و آشنایی‌زدایی از اثر هنری می‌شود.
تقسیمات هندسی، مهم‌ترین نقطه قابل توجه در طراحی این تندیس است که از قسمت سر فردوسی با اندازه‌های کوچک شروع شده و به شانه‌های او می‌رسد. سرانجام با تقسیمات بزرگ‌تری خودش را در زمینه کار که پس‌زمینه مجسمه و زمین دانشگاه است، پخش و منتشر می‌کند. این حرکت و انتشار از بالا به پایین و از سر تا زمین مجسمه بیانگر نوعی انتشار ذهن فردوسی به زمینه و زمانه امروزی ماست.

## در ایران

### باغ موزه نگارستان
مجسمهٔ فردوسی، واقع در محوطه باغ موزه نگارستان ساختهٔ لرنزی، استاد مجسمه‌ساز مشهور فرانسوی است. در سال ۱۳۱۳ خورشیدی، پیش از برگزاری کنگرهٔ بین‌المللی فردوسی، حدود ۴۱۰ دانشجوی ایرانی مقیم فرانسه هر کدام مبلغی در حدود ۲۰ تا ۱۰۰ فرانک پیشکش کردند و مبلغ پانزده هزار فرانک گردآوری کردند و از لرنزی خواستند تا تندیس فردوسی را بسازد. با وجود کم بودن مبلغ اما لرنزی پس از آگاهی از نیت دانشجویان مسئولیت ساخت این تندیس را پذیرفت.
ابراهیم چهرازی، متخصص اعصاب و روان و نمایندهٔ دانشجویان که قصد داشت به هر صورت در کنگرهٔ بین‌المللی فردوسی همکاری نماید به درخواست لرنزی، تندیس‌ساز، شعرهای شاهنامهٔ فردوسی را برای او خواند تا این استاد بتواند با الهام از اشعار حماسی فردوسی، تصویری از چهره او را طراحی کند. چهره این مجسمه متفاوت از چهرهٔ فردوسی در دیگر تندیسهای ساخته شده در ایران به وسیلهٔ استادانی همچون ابوالحسن صدیقی است که علت آن برداشت استاد تندیس‌ساز فرانسوی از فردوسی است. این تندیس در محوطه باغ نگارستان نصب شد. باستانی پاریزی نیز در کتاب «شاهنامه آخرش خوش است» از صفحه ۳۵۶ تا ۳۸۰ فهرست اسامی آن ۴۱۰ دانشجو را به همراه شرح چگونگی همکاری هر یک در ساخت آن تندیس، آورده‌است. محوطه اطراف تندیس فردوسی به گل‌گشت فردوسی مشهور بوده‌است.
یکی از مسائلی که موجب ارزش تاریخی و فرهنگی این مجسمه می‌شود این است که این اثر نماد فرهنگ دوستی و عِرق ملی دانشجویان متعدد ایرانی در اروپاست. این اثر نشان می‌دهد که دانشجویان تا چه اندازه  نسبت به فرهنگ و حرکت‌های فرهنگی داخل کشور حساسیت داشته و خود را موظف به مشارکت در آنها می‌دانستند. وجه تمایز این مجسمه با مجسمه‌های دیگر فردوسی این است که مجسمه‌ساز فرانسوی تصویری از فردوسی نداشته و با شنیدن اشعار شاهنامه، تصویر فردوسی را ساخته و پرداخته است. این مجسمه دو سال بعد از اتمام به ایران فرستاده شد و در ۲۸ خرداد ۱۳۱۵ خورشیدی در جلوی دانشکده ادبیات دانشگاه تهران  قرار گرفت.این اثر در حال حاضر در باغ موزه نگارستان قرار دارد.

### دانشکدهٔ ادبیات دانشگاه تهران
این تندیس که فردوسی را به حالت نشسته مجسم کرده است به وسیلهٔ پارسیان هند به ایران پیشکش شد. سازنده آن مجسمه‌ساز معروف هندی رائو بهادرمهاتر است. این تندیس در تاریخ ۱۰ مهر ۱۳۲۴ در میدان فردوسی نصب شد  و تا پیش از نصب تندیس جدید فردوسی ساختهٔ غلام‌رضا رحیم‌زاده ارژنگ در این میدان قرار داشت. پس از نصب تندیس برنزی رحیم‌زاده ارژنگ در این میدان در ۱۷ خرداد سال ۱۳۳۸، آن تندیس به دانشکدهٔ ادبیات دانشگاه تهران جابه‌جا شد و هنوز نیز در آن‌جا قرار دارد. 

### میدان فردوسی تهران
تندیسی از جنس سنگ مرمر کارارا به ارتفاع سه متر که به وسیلهٔ ابوالحسن صدیقی در سال ۱۳۵۰ ساخته شد و کار نصب آن در میدان فردوسی تهران را فرزندش، فریدون صدیقی انجام داد. این تندیس در ۵ مهر ۱۳۵۰ طی مراسمی در میدان نصب شد. این تندیس در دوران پس از ساخت دچار آسیبهای فراوان شده‌است که می‌توان به موارد زیر اشاره داشت: شکسته شدن انگشت تندیس فردوسی در نتیجهٔ آویزان کردن پوستر و سپس چسباندن آن با چسب بدون رعایت تکنیکهای فنی و علمی مرمت، همچنین ترک برداشتن این تندیس در نتیجه گرمایش و سرمایش، پوشاندن آن با لایه کنیتکس و رنگ کردن آن.
تندیس فعلی میدان فردوسی تهران در حقیقت سومین تندیس نصب شده در این میدان است و پیش از آن در سال ۱۳۲۴ تا سال ۱۳۳۸ مجسمه‌ای از پارسیان هند در این میدان قرار داشت و پس از آن نیز مجسمه‌ای برنزی ساخته غلام‌رضا رحیم‌زاده ارژنگ از سال ۱۳۳۸ تا ۱۳۵۰ در این مکان قرار داشت. مجسمه اول به دانشکده ادبیات دانشگاه تهران، و مجسمه دوم به میدان فردوسی مشهد منتقل شدند.

### اهواز
عبدالعلی قسامی هنرمند و پیکرتراش خوزستانی امسال اثر جدید خود پیکره سه متری فردوسی را رونمایی می کند. این هنرمند پیکرتراش مجسمه ای به طول سه متر از فردوسی را از سنگی ده تنی تراشیده است. "قسامی" معروف به "سهی" که در کنار مجسمه سازی دستی در شاعری، نقاشی و خوشنویسی هم دارد خلق این پیکره سه متری را با استفاده از سنگ ممتاز نی ریز از چهار سال پیش شروع و اخیرا به پایان رساند.
قسامی تصمیم دارد پیکر 10 تنی فردوسی را در سال جاری رونمایی کرده و در محل مناسبی نصب نماید.

همچنین سردیسی از فردوسی در ورودی دانشکده ادبیات و علوم انسانی دانشگاه شهید چمران اهواز نیز قرار دارد.

### آرامگاه فردوسی
تندیسی از جنس سنگ مرمر کارارا به ارتفاع ۱۸۵ سانتی‌متر ساختهٔ ابوالحسن صدیقی در سال ۱۳۴۸ که در آرامگاه فردوسی واقع در شهر توس نصب شده‌است.

### کاخ نیاوران
تندیسی ساختهٔ علی قهاری کرمانی که در محوطه کاخ نیاوران تهران قرار دارد.

### تندیس فردوسی در تبریز
در سالیان میانی دهه چهل خورشیدی تندیس فردوسی روی دیوار دبیرستان فردوسی در چهارراه شهناز تبریز نصب شد. این تندیس به دست پیکرتراش برجسته تبریزی آشوت بابایان ریخت گرفته بود 

### تندیس فردوسی در مشهد
در میدان فردوسی مشهد، تندیسی از جنس برنز از فردوسی قرار دارد که توسط استادان غلام‌رضا رحیم‌زاده ارژنگ و حسن ارژنگ ساخته شده است. این تندیس که از سال ۱۳۳۸ تا سال ۱۳۵۰ در میدان فردوسی تهران قرار داشت پس از نصب مجسمه فردوسی ساخت ابوالحسن صدیقی به مشهد منتقل شد و از آن زمان در مکان فعلی‌اش نصب شد.

### تندیس فردوسی در ورودی شمالی دانشگاه فردوسی
تندیسی از جنس بتن مسلح به ارتفاع دو متر و ۲۰ سانتی‌متر و قاعده یک متر که طی سه ماه به وسیلهٔ علی رجبی‌مقدم با الهام از تندیس فردوسی در آرامگاه وی در توس ساخته شده‌است. این تندیس با پشتیبانی مؤسسه فرهنگی هنری فرهنگ‌سرای فردوسی در تاریخ ۲۵ شهریور ۱۳۸۵ در محوطه دانشکدهٔ ادبیات دانشگاه فردوسی مشهد نصب شد. این تندیس هم‌اکنون نزدیک در شمالی و در مجاورت سردرب اصلی این دانشگاه انتقال یافته‌است.

### ساختمان جدید کتابخانهٔ ملی ایران
تندیسی از جنس برنز به ارتفاع هفت و نیم متر ساختهٔ رضا امیر یاراحمدی که در محل ساختمان جدید کتابخانه ملی ایران، نصب شده‌است. این تندیس از نظر اندازه بزرگ‌ترین تندیس ساخته شده از فردوسی می‌باشد. پیشنهاد ساخت این تندیس را رضا امیر یاراحمدی، سازندهٔ این تندیس به مسئولین داده‌است و علت برگزیدن تندیس فردوسی به عنوان نماد کتابخانه ملی ایران به‌دلیل اهمیت این شاعر حماسه‌سرای ایرانی در پاسداشت زبان فارسی از آلایش به زبانهای دیگر بوده‌است.
از ویژگی‌های این تندیس نخست حالتی است که فردوسی دست روی پیشانی برده و سایبان بر چشم گرفته و به افق ادب پارسی که در دوران زندگی این شاعر در حال فراموشی بود را نظاره می‌کند، زبانی که همین شاعر نامدار ایرانی توانست آن را زنده نگاه دارد. دوم آن‌که، بادی است که در لباس تندیس فردوسی افتاده‌است و وضعیت دوران وی را نشان می‌دهد و اشاره به شعر شاهنامهٔ فردوسی دارد که شعر فردوسی به مانند کاخی بلند است که از باد و باران گزندی نمی‌یابد. سازندهٔ این تندیس همچنین تأکید دارد که توفانی را نشان داده‌است که در برگهای کتاب هم افتاده‌است و می‌خواسته آن را ورق ورق و نابود کند.
ریخته‌گری این تندیس در شهر باکو کشور آذربایجان و به وسیلهٔ نسیم عیسی‌اف انجام شده‌است. عیسی‌اف، تنها ریخته‌گری کار را انجام داده‌است و در هیچ‌یکی از مراحل ساخت و حتی قالب‌گیری حضور نداشته‌است. یاراحمدی علت ریخته‌گری تندیس در باکو را نبود امکان مناسب در ایران دانسته و نیز به دلیل ارزان‌تر تمام شدن پروژه ساخت این تندیس بزرگ عنوان کرده و توضیح داده‌است که ساخت این تندیس سرانجام با هزینه ۸۵ میلیون تومان به پایان رسیده‌است. در حالی که اگر ساخت آن در ایران انجام می‌گرفت دست‌کم سه برابر این قیمت هزینه برمی‌داشت.

### ساختمان قدیم کتابخانهٔ ملی ایران
تندیسی ساختهٔ ابوالحسن صدیقی که به کتابخانهٔ ملی ایران پیشکش نموده بود و در گذشته در تالار ورودی کتابخانهٔ (ساختمان قدیم) در خیابان سی تیر قرار داشت. با جابه‌جایی ساختمان ظاهراً به تاقچه‌ای در پشت قفسه‌ها منتقل شده و دیگر در تالار ورودی جای ندارد.

### بجنورد
تندیسی از فردوسی در میدان فردوسی این شهر وجود دارد. میدان فردوسی در راستای خیابان فردوسی است که در دوطرف این خیابان نقاشی‌های مربوط به داستان‌های کهن شاهنامه کشیده شده‌است.

### نیشابور
تندیسی از فردوسی در شهرستان نیشابور در میدان فردوسی (عراق) وجود دارد.

### کرمانشاه
در میدان فردوسی کرمانشاه پس از انقلاب بهمن ۱۳۵۷ تندیسی از فردوسی نصب شده‌است. این مجسمه توسط ناصر خاورزاده طراحی و ساخته شده‌است. پیش از انقلاب بهمن ۱۳۵۷ در این میدان مجسمه‌ای از محمدرضا پهلوی قرار داشت که در جریان تظاهرات‌ انقلاب توسط مردم پایین کشیده شد.

## خارج از ایران

### پاریس، فرانسه
تندیسی از فردوسی به اندازهٔ یک متر و هفتاد و پنج سانتی‌متر بر سر در ساختمانی قدیمی در شهر پاریس نصب شده‌است. این ساختمان قدیمی که تندیس و سردیس بسیاری از مفاخر ایران را در خود جای داده‌است، اکنون به عنوان ساختمان اصلی سفارت ایران در فرانسه به وسیلهٔ کشور ایران خریداری شده‌است.

### مقر یونسکو، پاریس فرانسه
بنا بر توافق و پی‌گیری‌های بنیاد فردوسی با نمایندگی ایران در یونسکو قرار بود دو تندیس از فردوسی و پور سینا در محوطهٔ یونسکو در پاریس نصب شوند. طراحی دو تندیس را قرار بود اسفندیار ایمان زاده انجام دهد اما این تندیس ها به دلیل کمبود اعتبار مالی با آن‌که طراحی و ماکت اولیه‌اش ساخته شده، هنوز نصب نشده‌است.

### رم، ایتالیا
تندیسی از جنس سنگ مرمر ساختهٔ ابوالحسن صدیقی که در سال ۱۹۵۸ طی یک مراسم رسمی در پارک ویلا بورگزه (Villa borghese) در شهر رم ایتالیا نصب شده‌است.

### فریش هافن، آلمان
تندیسی که با رایزنی بنیاد فردوسی و با هماهنگی شهرداری شهر فریش هافن آلمان قرار بود در میدانی که به نام فردوسی نامگذاری شده نصب شود. اگرچه گمانه‌زنی‌های کارشناسی به وسیلهٔ بنیاد فردوسی برای ساخت این تندیس انجام شد اما به‌دلیل کمبود اعتبار مالی تا کنون این تندیس ساخته نشده‌است.

### دوشنبه، تاجیکستان
تندیسی از فردوسی در شهر دوشنبه تاجیکستان وجود دارد که تاجیک‌ها پس از فروپاشی شوروی آن را جایگزین تندیس لنین کرده‌اند.

## تندیس‌های ساختهٔ بنیاد فردوسی

سردیس فردوسی ساختهٔ افشین اسفندیاری در موزهٔ شهر سارایوو، بوسنی

به کوشش بنیاد فردوسی و به وسیلهٔ افشین اسفندیاری، عضو امنای بنیاد فردوسی و هنرمند برجسته ایرانی، سه تندیس از فردوسی در اندازهٔ دو و نیم متر با پایه، ساخته شده‌است. این هنرمند تندیس‌ساز ایرانی در مدت شش ماه با ابداع روشی نوین برای تندیس‌سازی از مهر ماه ۱۳۸۹ تا فروردین ۱۳۹۰ با پشتیبانی مالی و رایزنی‌های بنیاد فردوسی توانسته‌است، سه تندیس از فردوسی و دو تندیس از خیام و رودکی را برای بزرگداشت هزارهٔ سرایش شاهنامه بسازد.
این سه تندیس از فردوسی با طراحی‌های گوناگون هم‌زمان با برپایی اکسپوی جهانی شانگهای (مهر ماه ۱۳۸۹) و بیست و هفتمین دورهٔ فستیوال جهانی زمستانی سارایوو (بهمن ماه ۱۳۸۹) و جشن جهانی نوروز در تاجیکستان (فروردین ماه ۱۳۹۰) در کمتر از یک هفته ساخته شده‌است و پس از ساخت در این سه کشور به دانشگاه پکن در چین، موزهٔ شهر سارایوو در بوسنی و هرزگوین و موزهٔ ملی تاجیکستان در شهر دوشنبه به نشانهٔ دوستی مردم ایران از سوی بنیاد فردوسی، پیشکش نماید.
در ضمن تندیس خیام در موزهٔ شهر سارایوو در بوسنی و هرزگوین (بهمن ماه ۱۳۸۹) و تندیس رودکی در موزهٔ ملی تاجیکستان (فروردین ماه ۱۳۹۰) هر کدام در مدت یک هفته با پشتیبانی بنیاد فردوسی و به دست افشین اسفندیاری هم‌زمان با ساخت تندیس فردوسی در آن دو کشور ساخته شده و در همان‌جا نگهداری می‌شود.

## دیگر تندیسهای فردوسی
از فردوسی تندیس‌های دیگری نیز ساخته شده‌است از جمله تندیس ساختهٔ رضا نیک‌سیرت و تندیس فردوسی ساختهٔ ابوالحسن صدیقی که به دلیل نگهداری نامناسب از بین رفته‌اند.
همچنین سردیسی برنزی از فردوسی در جلوی در ورودی ساختمان اصلی دائرةالمعارف بزرگ اسلامی در دارآباد شهر تهران نصب شده‌است و نیز تندیسی به اندازه تندیس فردوسی که در میدان فردوسی شهر تهران نصب شده‌است به وسیلهٔ فریدون صدیقی ساخته شده‌است که به خاطر آسیبهای جدی که به این تندیس وارد شده، ساخته شده‌است تا پس از ساخت موزه‌ای برای آثار ابوالحسن صدیقی به آن موزه انتقال یابد اما چون این موزه هنوز ساخته نشده‌است این تندیس در جلوی در ورودی برج میلاد تهران نگهداری می‌شود.
تندیس دیگری از فردوسی در شهر ایذه در استان خوزستان، در بلوار دانشجو در مقابل ساختمان دانشگاه آزاد اسلامی این شهر نصب شده‌است، تندیسی از فردوسی نیز در میدان فردوسی شهر سلماس (شاهپور) قرار دارد که در بهمن ماه ۱۳۹۳ شهرداری اقدام به برچیدن این تندیس نمود؛ ولی «۲۱ استاد زبان و ادب فارسی، تاریخ و فرهنگ ایران و شاهنامه‌شناس» با نگارش نامه‌ای نسبت به برداشتن آن اعتراض کردند و شهرداری سلماس با دستور وزیر کشور مجبور به بازگرداندن این تندیس در اسفند همان سال شد.
| از سال         | تا سال  | محل نصب                               | شهر            | کشور            | سازنده                                | سال ساخت | ارتفاع (متر) | جنس             | عکس |
| -------------- | ------- | ------------------------------------- | -------------- | --------------- | ------------------------------------- | -------- | ------------ | --------------- | --- |
| 1313           | تاکنون  | باغ موزه نگارستان                     | تهران          | ایران           | لرنزی                                 | 1313     | -            | -               | -   |
| 1313           | تاکنون  | کتابخانه ملی ایران                    | تهران          | ایران           | ابوالحسن صدیقی                        | 1313     | 0.7          | گچ فرنگی        | -   |
| 1324           | 1338    | میدان فردوسی                          | تهران          | ایران           | رائو بهادرمهاتر                       | 1324     | -            | -               | -   |
| 1337           | تاکنون  | پارک ویلا بورگزه                      | رم             | ایتالیا         | ابوالحسن صدیقی                        | -        | -            | سنگ مرمر        | -   |
| 1338           | 1350    | میدان فردوسی                          | تهران          | ایران           | غلامرضا رحیم‌زاده ارژنگ، حسن ارژنگ‌نژاد | 1338     | -            | برنز            | -   |
| 1338           | تاکنون  | دانشکدهٔ ادبیات دانشگاه تهران          | تهران          | ایران           | رائو بهادرمهاتر                       | 1324     | -            | -               | -   |
| 1345 (حدودا)   | تاکنون  | دبیرستان فردوسی در چهارراه شهناز      | تبریز          | ایران           | آشوت بابایان                          | -        | -            | -               | -   |
| 1348           | تاکنون  | آرامگاه فردوسی                        | توس            | ایران           | ابوالحسن صدیقی                        | 1348     | 1.85         | سنگ مرمر کارارا | -   |
| 1350           | تاکنون  | میدان فردوسی                          | تهران          | ایران           | ابوالحسن صدیقی                        | 1350     | 3            | سنگ مرمر کارارا | -   |
| 1350           | تاکنون  | میدان فردوسی مشهد                     | مشهد           | ایران           | غلامرضا رحیم‌زاده ارژنگ، حسن ارژنگ‌نژاد | 1338     | -            | برنز            | -   |
| 1360 (حدودا)   | تاکنون  | میدان فردوسی کرمانشاه                 | کرمانشاه       | ایران           | ناصر خاورزاده                         | -        | -            | -               | -   |
| 1371           | تاکنون  | -                                     | دوشنبه         | تاجیکستان       | -                                     | -        | -            | -               | -   |
| 1371           | تاکنون  | پارک ملت                              | تهران          | ایران           | چنگیز شهوق                            | 1371     | -            | برنز            | -   |
| 1375 (حدودا)   | تاکنون  | کاخ نیاوران                           | تهران          | ایران           | علی قهاری کرمانی                      | -        | -            | برنز            | -   |
| 1385           | تاکنون  | دانشگاه فردوسی مشهد                   | مشهد           | ایران           | علی رجبی‌مقدم                          | 1385     | 2.20         | بتن مسلح        | -   |
| 1386           | تاکنون  | کتابخانه ملی ایران                    | تهران          | ایران           | رضا امیر یاراحمدی                     | 1386     | 7.5          | برنز            | -   |
| 1387           | تاکنون  | -                                     | اهواز          | ایران           | عبدالعلی قسّامی                        | 1387     | 3            | سنگ مرمر        | -   |
| 1389           | تاکنون  | دانشگاه پکن                           | پکن            | چین             | افشین اسفندیاری                       | 1389     | 2.5          | -               | -   |
| 1389           | تاکنون  | موزه شهر سارایوو                      | سارایوو        | بوسنی و هرزگوین | افشین اسفندیاری                       | 1389     | 2.5          | -               | -   |
| 1390           | تاکنون  | موزهٔ ملی تاجیکستان                    | دوشنبه         | تاجیکستان       | افشین اسفندیاری                       | 1389     | 2.5          | -               | -   |
| 1395 (احتمالا) | تاکنون  | میدان فردوسی بجنورد                   | بجنورد         | ایران           | -                                     | -        | -            | -               | -   |
| 1397           | تا کنون | میدان فردوسی دانشگاه فردوسی مشهد      | مشهد           | ایران           | محسن سراجی                            | 1397     | 8.5          | فایبرگلاس       |     |
| 1397           | تاکنون  | سفارت ایران                           | پاریس          | فرانسه          | -                                     | -        | 1.75         | -               | -   |
| 1400           | تاکنون  | دانشگاه فردوسی مشهد                   | مشهد           | ایران           | -                                     | 1400     | 8.5          | -               | -   |
| -              | تاکنون  | ساختمان اصلی دائرةالمعارف بزرگ اسلامی | تهران          | ایران           | -                                     | -        | -            | -               | -   |
| -              | تاکنون  | برج میلاد                             | تهران          | ایران           | فریدون صدیقی                          | -        | -            | -               | -   |
| -              | تاکنون  | مقابل ساختمان دانشگاه آزاد اسلامی     | ایذه، خوزستان  | ایران           | -                                     | -        | -            | -               | -   |
| -              | تاکنون  | میدان فردوسی سلماس                    | سلماس (شاهپور) | ایران           | -                                     | -        | -            | -               | -   |
| -              | تاکنون  | میدان فردوسی (عراق)                   | نیشابور        | ایران           | -                                     | -        | -            | -               | -   |
| -              | تاکنون  | دانشگاه آریا                          | ایروان         | ارمنستان        | علیرضا قدمیاری                        | -        | -            | سنگ مرمر        | -   |

## نگارخانه

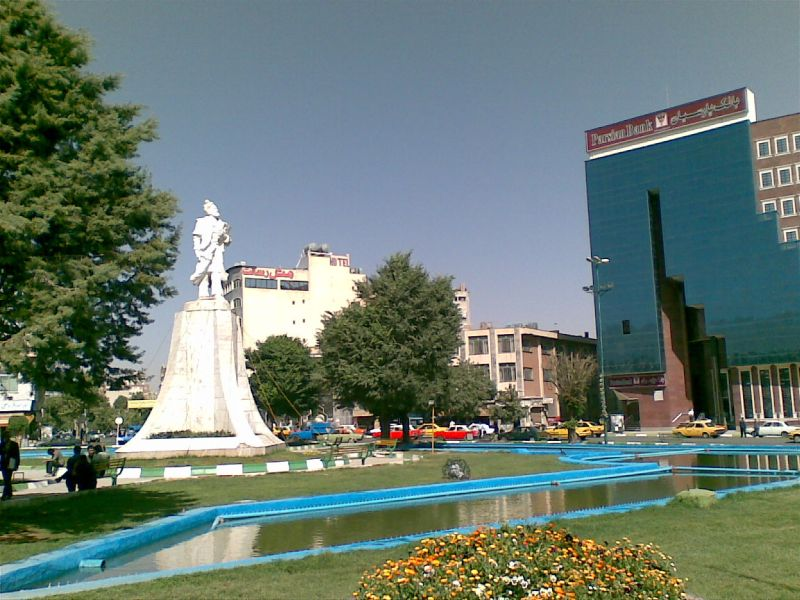
تندیس فردوسی در میدان فردوسی، کرمانشاه
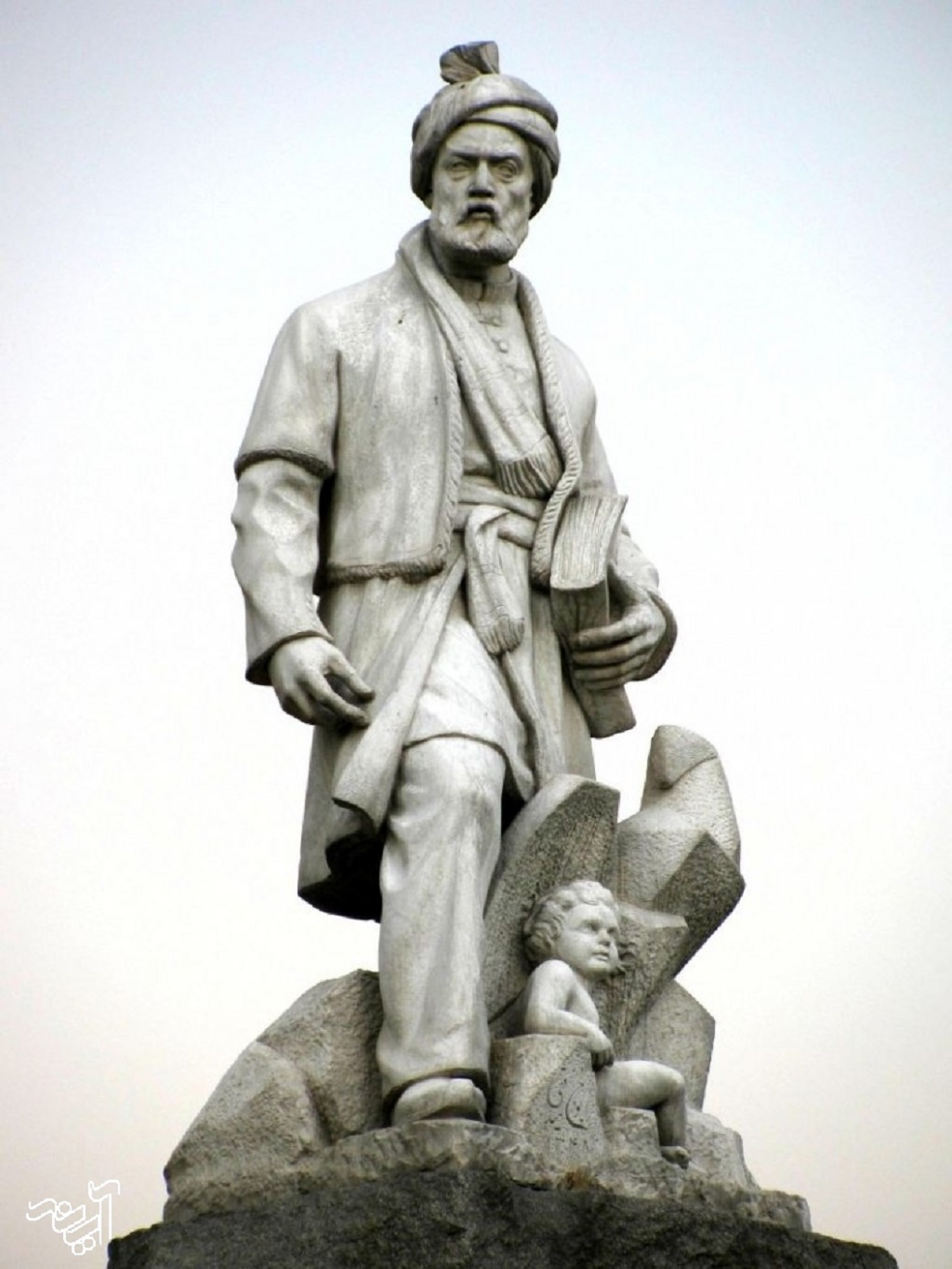
تندیسی از شاعر پرآوازه فارسی فردوسی، نصب شده در میدان فردوسی تهران در 17 خرداد 1338
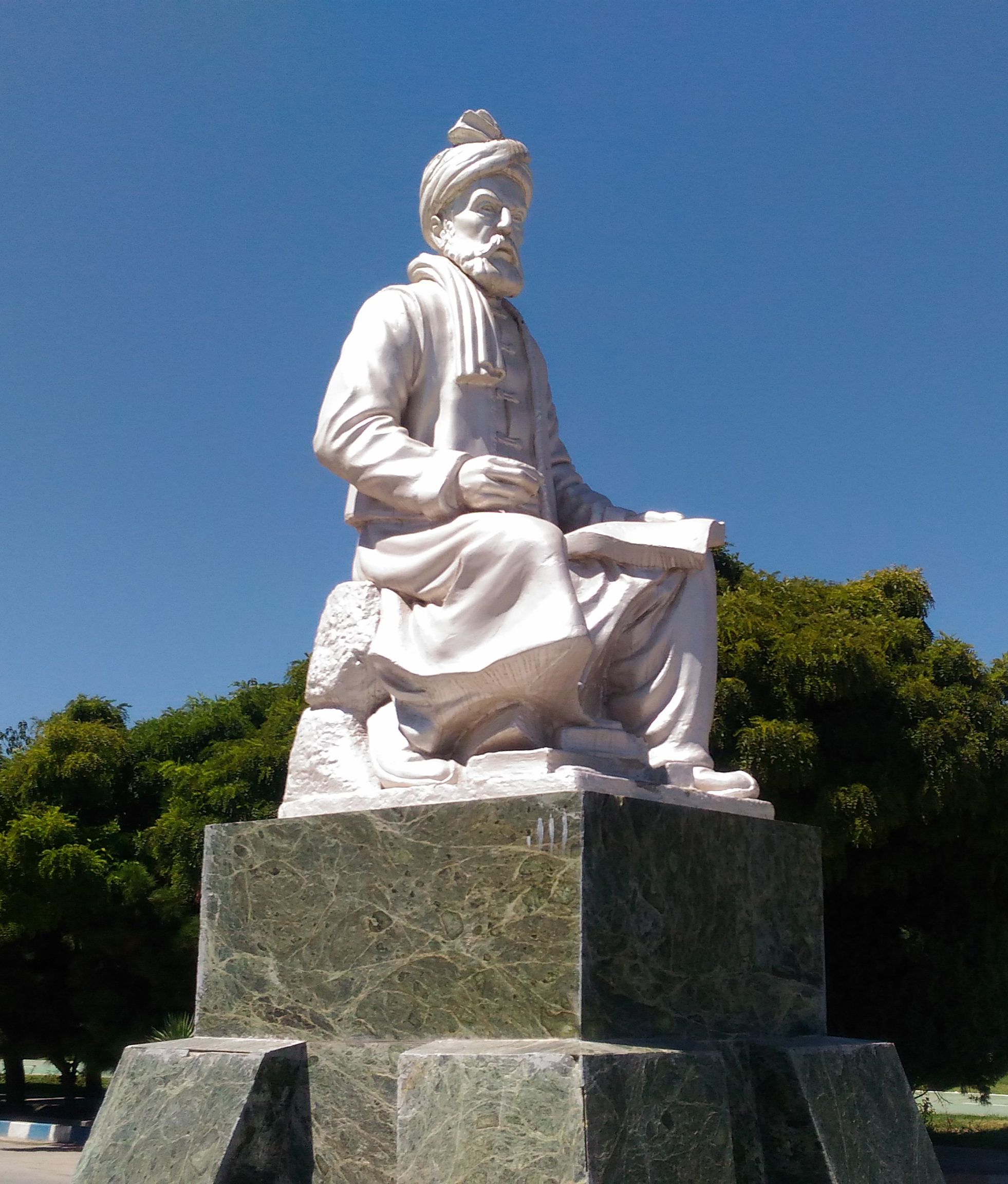
تندیس فردوسی ورودی شمالی دانشگاه فردوسی مشهد
سردیس فردوسی ساختهٔ افشین اسفندیاری در اکسپوی شانگهای - چین
تندیس فردوسی در آرامگاه فردوسی، ساخته حسن صدیقی
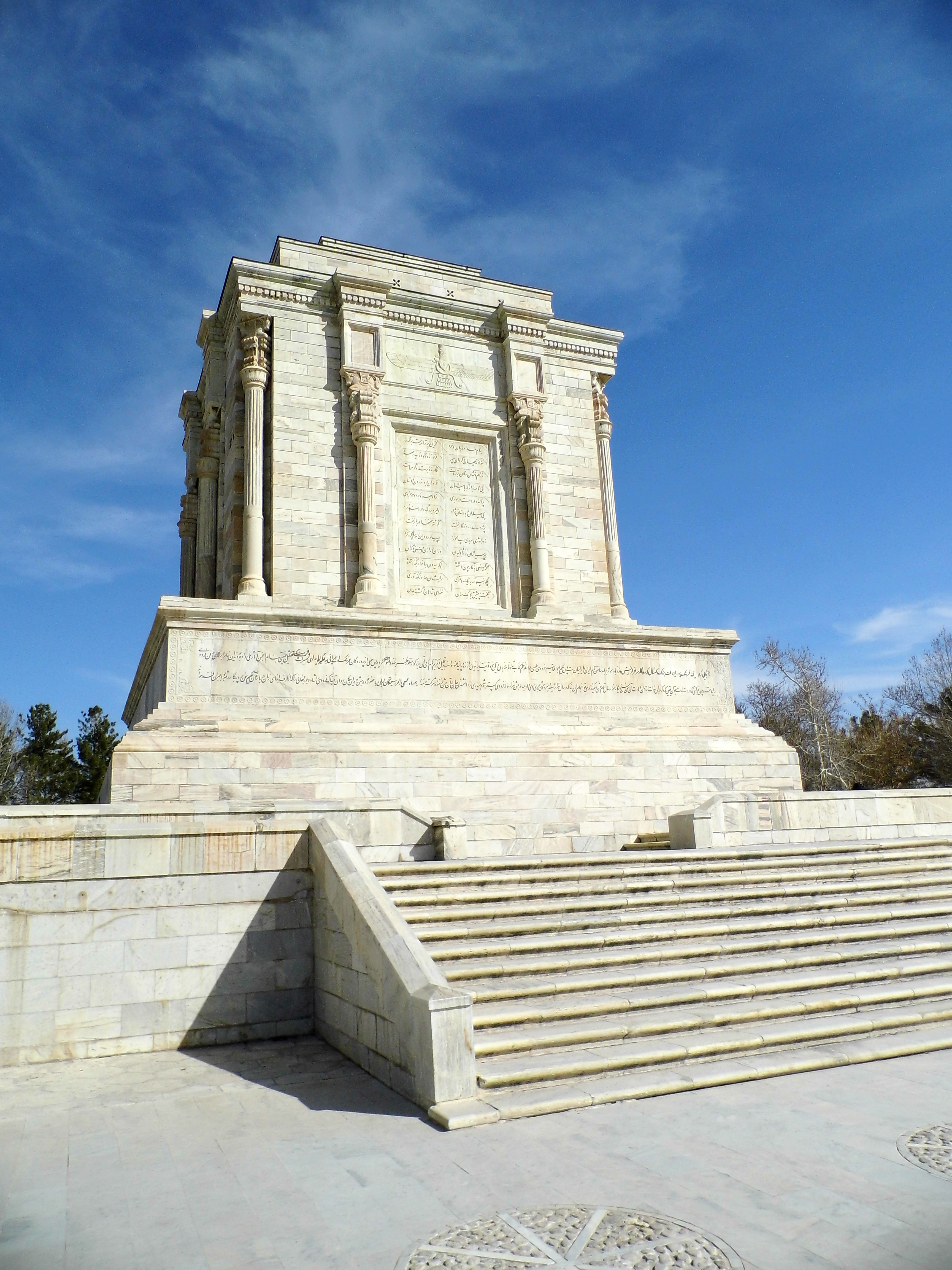
سردیس فردوسی ساختهٔ افشین اسفندیاری در موزهٔ ملی تاجیکستان